# Битка на Калипољу (1876)
Битка на Калипољу (вођена 6. јула 1876) била је део краткотрајне српске офанзиве на самом почетку Првог српско-турског рата. Бројно надмоћне српске снаге напале су турске утврђене положаје на прилазу Сјеници, али су потучене и одбачене на границу, после чега је читава српска Ибарска војска остала у дефанзиви све до краја рата.

## Позадина
Према ратним плановима Ратног савета Кнежевине Србије, Ибарска војска која је почетком јула 1876. сконцентрисана у Ивањици и на планини Јавору (јачине 8 бригада - 31 батаљон - српске народне војске, у свему око 24.000 бораца са 60 топова) имала је задатак да првог дана рата пређе границу и главнином снага нападне Сјеницу, левим крилом нападне Нови Пазар, а десним крилом продре према Вишеграду, како би створила везу са Црном Гором. Овај план био је сувише компликован и амбициозан: српске снаге биле су растурене на фронту ширине преко 150 км, подељене у више колона које се међусобно нису могле помагати и биле су слабе свуда. При томе, само половину српских снага (4 бригаде прве класе) чиниле су трупе прве класе, униформисане и наоружане модерним пушкама острагушама (Пибоди и Грин), које су сматране способним за офанзивно ратовање. Остатак (4 бригаде друге класе) сматран је резервним трупама, и био је наоружан застарелим пушкама спредњачама (руским и белгијским). Према њима, код Сјенице и Нове Вароши стајало је око 15.000 Турака под командом Муктар-паше, и око 18.000 код Новог Пазара, под командом Мехмед Али-паше. Сви турски војници изузев башибозука били су наоружани модерним пушкама острагушама (Мартини-Хенри, Снајдер и Винчестер), знатно бољим од српских, тако да су турске јединице имале знатно већу ватрену моћ од српских.

## Битка
Турска посада у Сјеници подигла је утврђене положаје северно од града, на линији Калипоље-Кладница, које је бранило 8 батаљона низама са 16 топова. Уместо да заобиђе турска утврђења са истока (преко села Васиљевића, као што је учинио Карађорђе 1809), генерал Фрањо Зах одлучио се за фронтални напад, са снагама Ужичке и Рудничке бригаде прве класе у првој линији (9 пешадијских батаљона, 3 ескадрона коњице, 3 чете пионира и 3 пољске батерије по 8 топова), док је Шабачка бригада прве класе (5 батаљона) остала у резерви. Још два батаљона Ужичке бригаде друге класе са бригадном батеријом била су у резерви на левом крилу, а два батаљона Рудничке бригаде друге класе остала су као посада на Јавору. Тако је Ибарска војска пошла у напад са једва половином расположивих снага (16 од укупно 31 батаљона пешадије и 28 од укупно 60 топова), па и тада је половина снага остала у резерви, и није учествовала у првом нападу.
Српске јединице су 6. јула у 10 сати ујутро почеле да прелазе границу, без Шабачке бригаде која још није била пристигла на полазне положаје на Јавору. Српска претходница (9 батаљона) се спустила низ јужне падине Јавора у сјеничку равницу где се развила за борбу и око 11:30 напала турска утврђења на Калипољу. Скривени иза грудобрана, Турци су мирно сачекали да се српски стрељачки стројеви примакну, а затим их обасули брзом стрељачком и артиљеријском (картечном) ватром из непосредне близине. Српска пешадија прве линије (3 батаљона Ужичке бригаде прве класе), којој је ово било прво ватрено крштење, почела је да се колеба: неки војници су појурили напред, неки су без команде узмицали назад, а неки су падали на земљу и молили се богу. Капетан Пера Борисављевић, командант бригаде, успео је да поврати ред и увео је у борбу преостала три батаљона, али тек након што су прва три батаљона већ малаксала и претрпела тешке губитке. Око 13 часова у борбу је уведена и Рудничка бригада прве класе, са 2 пољске батерије (16 топова). Официри су са исуканим сабљама повели своје трупе на јуриш, али су веома брзо (као што се у модерном рату могло очекивати) оборени турским плотунима. У овом јуришу избачен је из строја велики број старешина, међу којима и три команданта батаљона. Упркос томе, у другом јуришу војници Ужичке и Рудничке бригаде успели су да допру до турских шанчева: Милош Поповић, заставник Моравског батаљона Рудничке бригаде, убијен је док је покушавао да побије заставу на турски грудобран. У одлучујућем тренутку, Турцима је стигла помоћ са две стране, из Сјенице и Васиљевића, а Шабачка бригада прве класе, која је упућена у помоћ Србима, грешком је засула ватром српске јединице са леђа: пријатељском ватром рањено је 170 српских ратника. То је довело до слома и стихијског повлачења српске војске: око 17 часова српске трупе повукле су се назад на Јавор, на Васиљев врх и Велики и Мали Ограђеник.

## Последице
Српски губици били су тешки: Ужичка бригада прве класе изгубила је 646 бораца (мртвих и рањених), а губици Рудничке бригаде такође су били велики: рањен је и командант бригаде, потпуковник Марко Катанић, а његову дужност преузео је његов заменик, капетан Радомир Путник.